# Mangueirinha
Mangueirinha é um município brasileiro do estado do Paraná. Sua população estimada em 2010 era de 17.041 habitantes, conforme dados de IBGE.

## História

### Povoamento ameríndio pré-colonial
As pesquisas arqueológicas mais recentes indicam que a presença humana no sudoeste do Paraná data de 9.040 +-40 anos Antes do Presente, período em que a região apresentava um clima mais seco e frio do que o atual. Esses vestígios, compostos por instrumentos líticos e centenas de gravuras rupestres, foram encontrados no sítio Ouro Verde I, localizado no município de Boa Esperança do Iguaçu, e representam também as evidências mais antigas de ocupação humana em todo o atual território paranaense.
Vivendo da caça, pesca e coleta de alimentos, esses grupos ameríndios expandiram-se pelos vales e morros do sul e oeste do Paraná à medida que o clima se tornava mais quente e úmido, há cerca de 7.000 anos. Em geral, os fragmentos e artefatos em pedra desse período são associados às tradições líticas Umbu, Humaitá e Bituruna, ainda que outras matérias-primas, como ossos e madeiras, também tenham sido utilizadas. Esses primeiros habitantes, contudo, não fabricavam cerâmica nem praticavam a domesticação de plantas ou animais.
No atual município de Mangueirinha, mais especificamente às margens do rio Iguaçu, foi identificado um sítio arqueológico contendo instrumentos líticos associados à Tradição Bituruna. Denominado Barra do Rio Butiá 1, o sítio foi descoberto em 1992 durante pesquisas arqueológicas realizadas na área da Usina Hidrelétrica de Segredo.
Por volta de 2.500 anos atrás, os primeiros grupos ceramistas teriam alcançado a bacia do rio Iguaçu, oriundos do interior do continente. Ancestrais dos atuais Kaingang e Xokleng, essas populações introduziram uma novidade tecnológica na região: a agricultura. Dessa forma, foram introduzidos o cultivo de espécies como milho, feijão, amendoim e mandioca na região do Baixo Iguaçu. Os grupos humanos que já habitavam o sudoeste paranaense provavelmente foram incorporados a essas populações horticultoras, mais numerosas, embora possam ter ocorrido conflitos nesse processo. De acordo com as pesquisas arqueológicas e antropológicas mais recentes, os primeiros grupos ceramistas a alcançarem o atual Brasil Meridional seriam falantes de idiomas do tronco Macro-Jê.
Com base nas técnicas de produção observadas na cerâmica, ferramentas de pedra e padrões de assentamento, esses grupos são geralmente associados à Tradição Itararé-Taquara. Suas aldeias eram compostas por diversas “casas subterrâneas”, estruturas arredondadas ou elipsoidais escavadas no solo e cobertas por palha, sustentadas por um pilar central.
Em Mangueirinha já foram identificados 15 sítios arqueológicos com vestígios materiais associados a essa Tradição: Campina Bela 2, Rio Portão 1, Rio Portão 2, Belao, Sítio da Barragem, Sítio do Monólito, Corredeira, Cachoeira, Fonte do Encantilado, Rio Vila Nova 1, Ilha Grande, Barra do Rio Butiá 2, Butiá 1, Butiá 2, Butiá 3, e Butiá 4. A maioria desses sítios localiza-se próximos ao rio Iguaçu e seus afluentes, indicando a importância estratégica dessas áreas para as antigas populações.
Séculos mais tarde, entre os séculos I e V d. C., novas populações ceramistas e horticultoras alcançaram as bacias dos rios Iguaçu, Tibagi e Paraná, provavelmente gerando novas disputas e alianças entre as aldeias que já existiam na região. Falantes de idiomas tupi-guarani esses grupos são considerados ancestrais dos atuais Guarani, e sua cultura material é associada à Tradição Tupiguarani, definida principalmente pelo estilo de sua cerâmica.
As aldeias dessas populações eram normalmente instaladas em áreas mais elevadas, próximas de rios navegáveis e de terras férteis. As matas nas margens do rio Iguaçu e afluentes – como o rio Chopim –, provavelmente foram os locais de maior concentração dessas populações, ao menos até o início da expansão europeia sobre seus antigos territórios. No município de Mangueirinha já foram identificados três sítios arqueológicos Tupiguarani: Campina Bela 1, Rio Morro Verde e Rio Vila Nova 2.

### Início da Colonização Europeia do Campo de Palmas
Quando os primeiros colonizadores europeus alcançaram o Baixo Iguaçu e os Campos de Palmas, a região era habitada por grupos Kaingang, Xokleng (chamados de Bituruna em registros históricos mais antigos) e Guarani. Fontes escritas produzidas pelos espanhóis entre os séculos XVI e XVII - período de ocupação do norte e oeste do atual Paraná, com a instalação de quinze reduções jesuíticas na então província de Guayrá — confirmam a presença significativa de povos indígenas ligados aos troncos Jê e Tupi-Guarani. Relatos de embates entre indígenas e bandeirantes, datados dos séculos XVI ao XVIII, também corroboram essa presença.
Apesar da criação de diversas reduções jesuíticas na província do Guairá desde fins do século XVI, a pressão exercida por bandeirantes como Raposo Tavares, Pedro Vaz de Barros e Manuel Preto, levou à destruição da maioria desses assentamentos ainda na primeira metade do século XVII. Como consequência, grande parte dos indígenas (especialmente os Guarani) foi escravizada e levada para fazendas paulistas, enquanto outros grupos fugiram para regiões de mais difícil acesso.
Com a expulsão dos jesuítas e espanhóis e a dispersão ou escravização dos Guarani, os Xokleng e Kaingang voltaram a ocupar o território que futuramente formaria os municípios do sudoeste paranaense. Essa retomada ocorreu, em parte, devido ao pouco interesse dos colonizadores portugueses pela região nos séculos XVII e início do XVIII, por ser distante dos núcleos de povoamento de São Paulo e Rio Grande do Sul.  Ainda assim, a partir da segunda metade do século XVIII, a região passou a ser cortada por rotas de tropeiros, como o Caminho de Palmas, que aos poucos fomentaram o surgimento de fazendas e povoados, especialmente com colonos vindos da região de Guarapuava.
Sendo uma região de fronteira, o sudoeste do Paraná também despertava interesse político, tanto no período colonial quanto após a independência do Brasil. Diversas expedições militares foram organizadas na região ao longo do século XIX, para reconhecer e ocupar os vales do sul e oeste do Paraná, criando entrepostos militares permanentes já no fim do período imperial brasileiro.
Esse processo gradual de colonização também levou à uma nova interação com os Kaingang e Xokleng que habitavam o Baixo Iguaçu. Seja através da resistência contra a chegada de fazendeiros e militares, seja através da aproximação e aliança com esses novos habitantes do sudoeste do Paraná, os grupos indígenas tiveram que se adaptar para sobreviver nesse novo contexto. Embora em número muito menor do que quando primeiro chegaram aos Campos de Palmas, a presença indígena ainda se faz presente em locais como a Terra Indígena Mangueirinha (localizada nos municípios de Coronel Vivida, Chopinzinho e em Mangueirinha). Segundo dados do Instituto Brasileiro de Geografia e Estatística, a T.I. Mangueirinha contava com 2.034 habitantes em 2022, entre Kaingangs, Guaranis e Guaranis Mbyá.

### Fundação de Mangueirinha
Ao final do século XIX, a ocupação brasileira das terras entre os rios Iguaçu e Chopim já estava bastante consolidada, embora as disputas de fronteira entre Brasil e Argentina só tenham sido definitivamente resolvidas em 1895, após mediação do então presidente norte-americano Grover Cleveland. Alguns anos antes, em 1887, foi criado o distrito judiciário e policial de Mangueirinha - (até então pertencente ao município de Palmas -, em uma região que já contava com fazendas de gado desde o fim da década de 1830. O próprio nome do distrito e, mais tarde, do município, remete à estrutura usada para conter o gado, evidenciando a relevância da pecuária na formação histórica e econômica local.
Com a criação do Território Federal de Iguaçu, em 1943, toda a área do então distrito de Mangueirinha foi abarcado pela nova unidade administrativa formada durante o governo de Getúlio Vargas. Essa condição perdurou até 1946, quando o território foi extinto e Mangueirinha foi elevada à categoria de município autônomo, por meio do Decreto-Lei Estadual nº 533. Nesse mesmo período, houve um significativo aumento do fluxo migratório de colonos vindos do Rio Grande do Sul e de Santa Catarina. Esse movimento foi impulsionado por políticas do governo federal, especialmente por meio da criação da CANGO (Colônia Agrícola Nacional General Osório), órgão ligado ao Ministério da Agricultura, cujo objetivo era promover a ocupação das regiões mais ocidentais do Paraná e de Santa Catarina.
Inicialmente, o território do novo município de Mangueirinha abrangia uma área muito maior do que a atual, incluindo os territórios que mais tarde se tornariam os municípios de Chopinzinho, Coronel Vivida e Honório Serpa. Esses desmembramentos ocorreram ao longo do século XX, motivados pelo crescimento econômico e demográfico das localidades e pela distância em relação ao centro urbano de Mangueirinha, localizado próximo à confluência do rio Marrecas com o Iguaçu.
Entre junho de 1964 e março de 1968, Mangueirinha foi renomeada para Conceição do Rosário. Apesar de o novo nome ter sido oficial por quase quatro anos, a população logo retomou o nome original, reafirmando o vínculo histórico com suas raízes agropecuárias.